# 강릉시의 행정 구역
강릉시의 행정 구역은 1읍 7면 13행정동(39법정동), 146행정리(65법정리), 326통 2,656반으로 구성되어 있다. 강릉시의 총 면적은 지난 1995년 강릉시와 명주군의 통합으로 1,040km2로 강원도 16,874.6km2의 약 6.1%를 차지하고 있다. 인구는 2012년 2월 29일을 기준으로 217,986명, 90,891 세대이다.

## 행정 구역
| \| 읍면동 \| 한자 \| 면적(km2) \| 인구 \| 세대 \| \| -------- \| -------- \| --------- \| ------- \| ------ \| \| 주문진읍 \| 注文津邑 \| 60.52 \| 19,299 \| 9,098 \| \| 성산면 \| 城山面 \| 80.28 \| 3,305 \| 1,488 \| \| 왕산면 \| 王山面 \| 245.28 \| 1,682 \| 881 \| \| 구정면 \| 邱井面 \| 42.72 \| 3,990 \| 1,661 \| \| 강동면 \| 江東面 \| 112.48 \| 5,090 \| 2,435 \| \| 옥계면 \| 玉溪面 \| 148.83 \| 4,452 \| 2,039 \| \| 사천면 \| 沙川面 \| 70.89 \| 4,255 \| 1,971 \| \| 연곡면 \| 連谷面 \| 202.45 \| 6,920 \| 3,090 \| \| 홍제동 \| 洪濟洞 \| 3.76 \| 8,678 \| 3,601 \| \| 중앙동 \| 中央洞 \| 0.99 \| 6,447 \| 3,281 \| \| 옥천동 \| 玉泉洞 \| 0.58 \| 4,246 \| 2,162 \| \| 교1동 \| 校1洞 \| 2.73 \| 29,995 \| 11,122 \| \| 교2동 \| 校2洞 \| 2.57 \| 9,723 \| 4,078 \| \| 포남1동 \| 浦南1洞 \| 1.3 \| 12,057 \| 5,213 \| \| 포남2동 \| 浦南2洞 \| 2.58 \| 16,694 \| 6,727 \| \| 초당동 \| 草堂洞 \| 2.89 \| 5,921 \| 2,413 \| \| 송정동 \| 松亭洞 \| 3.45 \| 7,561 \| 2,838 \| \| 내곡동 \| 內谷洞 \| 4.96 \| 11,970 \| 5,066 \| \| 강남동 \| 江南洞 \| 16.09 \| 21,515 \| 8,450 \| \| 성덕동 \| 城德洞 \| 11.41 \| 29,357 \| 11,043 \| \| 경포동 \| 鏡浦洞 \| 23.02 \| 4,829 \| 2,234 \| \| 강릉시 \| 江陵市 \| 1,040 \| 217,986 \| 90,891 \| |          |           |         |        |
| |          |           |         |        |
| 읍면동 | 한자     | 면적(km2) | 인구    | 세대   |
| 주문진읍 | 注文津邑 | 60.52     | 19,299  | 9,098  |
| 성산면 | 城山面   | 80.28     | 3,305   | 1,488  |
| 왕산면 | 王山面   | 245.28    | 1,682   | 881    |
| 구정면 | 邱井面   | 42.72     | 3,990   | 1,661  |
| 강동면 | 江東面   | 112.48    | 5,090   | 2,435  |
| 옥계면 | 玉溪面   | 148.83    | 4,452   | 2,039  |
| 사천면 | 沙川面   | 70.89     | 4,255   | 1,971  |
| 연곡면 | 連谷面   | 202.45    | 6,920   | 3,090  |
| 홍제동 | 洪濟洞   | 3.76      | 8,678   | 3,601  |
| 중앙동 | 中央洞   | 0.99      | 6,447   | 3,281  |
| 옥천동 | 玉泉洞   | 0.58      | 4,246   | 2,162  |
| 교1동 | 校1洞    | 2.73      | 29,995  | 11,122 |
| 교2동 | 校2洞    | 2.57      | 9,723   | 4,078  |
| 포남1동 | 浦南1洞  | 1.3       | 12,057  | 5,213  |
| 포남2동 | 浦南2洞  | 2.58      | 16,694  | 6,727  |
| 초당동 | 草堂洞   | 2.89      | 5,921   | 2,413  |
| 송정동 | 松亭洞   | 3.45      | 7,561   | 2,838  |
| 내곡동 | 內谷洞   | 4.96      | 11,970  | 5,066  |
| 강남동 | 江南洞   | 16.09     | 21,515  | 8,450  |
| 성덕동 | 城德洞   | 11.41     | 29,357  | 11,043 |
| 경포동 | 鏡浦洞   | 23.02     | 4,829   | 2,234  |
| 강릉시 | 江陵市   | 1,040     | 217,986 | 90,891 |

## 법정동·리
| 읍·면·행정동 | 법정동·리 |
| ------------ | --- |
| 주문진읍     | 주문리(注文里), 교항리(橋項里), 장덕리(長德里), 삼교리(三橋里), 향호리(香湖里) |
| 성산면       | 구산리(邱山里), 관음리(觀音里), 금산리(金山里), 위촌리(渭村里), 송암리(松岩里), 보광리(普光里), 어흘리(於屹里), 오봉리(五峰里), 산북리(山北里)                                     |
| 왕산면       | 도마리(都麻里), 목계리(木界里), 왕산리(旺山里), 고단리(高丹里), 송현리(松峴里), 대기리(大基里)                                                                                     |
| 구정면       | 여찬리(余贊里), 학산리(鶴山里), 구정리(邱井里), 금광리(金光里), 어단리(於丹里), 덕현리(德峴里), 제비리(濟飛里)                                                                     |
| 강동면       | 상시동리(上詩洞里), 모전리(茅田里), 안인리(安仁里), 안인진리(安仁津里), 임곡리(林谷里), 하시동리(下詩洞里), 정동진리(正東津里), 심곡리(深谷里), 산성우리(山城隅里), 언별리(彦別里) |
| 옥계면       | 현내리(縣內里), 천남리(川南里), 주수리(珠樹里), 도직리(道直里), 조산리(助山里), 남양리(南陽里), 북동리(北洞里), 낙풍리(樂豊里), 금진리(金津里), 산계리(山溪里)                     |
| 사천면       | 미노리(美老里), 노동리(蘆洞里), 석교리(石橋里), 판교리(板橋里), 사천진리(沙川津里), 덕실리(德實里), 방동리(方洞里), 산대월리(山帶月里), 사기막리(沙器幕里)                         |
| 연곡면       | 방내리(坊內里), 영진리(領津里), 동덕리(冬德里), 송림리(松林里), 행정리(杏亭里), 신왕리(新旺里), 유등리(柳等里), 삼산리(三山里), 퇴곡리(退谷里)                                     |
| 홍제동       | 홍제동(洪濟洞) |
| 중앙동       | 금학동(錦鶴洞), 남문동(南門洞), 명주동(溟州洞), 성남동(城南洞), 성내동(城內洞), 용강동(龍岡洞), 임당동(林唐洞)                                                                     |
| 옥천동       | 옥천동(玉泉洞) |
| 교1동        | 교동(校洞) |
| 교2동        | 교동(校洞) |
| 포남1동      | 포남동(浦南洞) |
| 포남2동      | 포남동(浦南洞) |
| 초당동       | 초당동(草堂洞), 강문동(江門洞) (일부) |
| 송정동       | 송정동(松亭洞), 견소동(見召洞) |
| 내곡동       | 내곡동(內谷洞), 회산동(淮山洞) |
| 강남동       | 노암동(魯岩洞), 담산동(淡山洞), 박월동(博月洞), 신석동(申石洞), 운산동(雲山洞), 월호평동(月呼坪洞), 유산동(幼山洞), 장현동(長峴洞)                                                 |
| 성덕동       | 남항진동(南項津洞), 두산동(斗山洞), 병산동(柄山洞), 입암동(笠岩洞), 청량동(靑良洞), 학동(鶴洞)                                                                                     |
| 경포동       | 강문동(江門洞) (일부), 난곡동(蘭谷洞), 대전동(大田洞), 안현동(雁峴洞), 운정동(雲亭洞), 유천동(楡川洞), 저동(苧洞), 죽헌동(竹軒洞), 지변동(池邊洞)                                  |

## 역사
- 1906년 강릉군 관할. 임계·도암면이 정선군으로, 진부·봉평·대화면을 평창군으로, 내면이 인제군으로 각각 이관함.
- 1914년 4월 1일 북일리면, 북이리면, 남일리면을 군내면(郡內面)으로, 하남면을 사천면으로 합면, 남이리면을 성남면(城南面)으로 개칭[3]

13면 - 군내면, 덕방면, 성남면, 자가곡면, 정동면, 사천면, 상구정면, 하구정면, 성산면, 연곡면, 신리면, 옥계면, 망상면
| 조선총독부령 제111호      |             |                                                            |
| 구 행정구역               | 신 행정구역 | 신 행정구역                                                |
| 강릉군 북이리면(北二里面) | 군내면      |                                                            |
| 강릉군 북일리면(北一里面) | 군내면      |                                                            |
| 강릉군 남일리면(南一里面) | 군내면      |                                                            |
| 강릉군 남이리면(南二里面) | 성남면      |                                                            |
| 강릉군 신리면(新里面)     | 신리면      | 교항리, 삼교리, 장덕리, 주문리, 향호리                     |
| 강릉군 사천면(沙川面)     | 사천면      | 노동리, 덕실리, 미노리, 사천진리, 사기막리, 석교리, 판교리 |
| 강릉군 하남면(河南面)     | 사천면      | 방동리, 산대월리                                           |
| 강릉군 하남면(河南面)     | 정동면      | 안현리, 저동리                                             |
| 강릉군 정동면(丁洞面)     | 정동면      | 난곡리, 대전리, 유천리, 운정리, 죽헌리, 지변리             |
| 강릉군 구정면(邱井面)     | 상구정면    |                                                            |
| 강릉군 구정면(邱井面)     | 하구정면    |                                                            |
| 강릉군 연곡면(連谷面)     | 연곡면      |                                                            |
| 강릉군 자가곡면(資可谷面) | 자가곡면    |                                                            |
| 강릉군 덕방면(德方面)     | 덕방면      | 남항진리, 두산리, 병산리, 월호평리, 입암리, 청량리, 학동리 |
| 강릉군 망상면(望祥面)     | 망상면      |                                                            |
| 강릉군 옥계면(玉溪面)     | 옥계면      |                                                            |
| 강릉군 성산면(城山面)     | 성산면      |                                                            |

- 1916년 10월 1일 군내면을 강릉면으로, 자가곡면을 강동면으로 개칭하였다.
- 1917년 11월 1일 상구정면을 왕산면으로, 하구정면을 구정면으로 개칭하였다.
- 1920년 11월 1일 성남면, 덕방면을 성덕면으로 합면하고, 성남면에서 나뉜 일부를 정동면에 편입 (12면)
- 1931년 4월 1일 강릉면을 강릉읍으로 승격하였다.[4] (1읍 11면)
- 1937년 4월 1일 신리면을 주문진면으로 개칭하였다.
- 1938년 9월 1일 정동면을 경포면으로 개칭하였다.
- 1940년 11월 1일 주문진면을 주문진읍으로 승격하였다.[5] (2읍 10면)
- 1942년 10월 1일 망상면을 묵호읍으로 승격하였다.[6] (3읍 9면)
- 1945년 양양군 현남면과 현북면, 서면 일부를 강릉군으로 편입
- 1954년 법률 제350호로 수복지구임시행정조치법 시행에 따라 현북면과 서면을 양양군에 편입 (3읍 10면)
- 1955년 9월 1일 강릉읍 등을 강릉시로 승격하고, 강릉군을 명주군으로 개칭하였다.[7] (2읍 8면)

| 법률 제369호 강릉시설치에관한법률                                                       |             |
| 구 행정구역                                                                             | 신 행정구역 |
| 강릉군 강릉읍, 성덕면, 경포면                                                           | 강릉시 일원 |
| 강릉군 주문진읍, 묵호읍, 성산면, 왕산면, 구정면, 강동면, 옥계면, 사천면, 연곡면, 현남면 | 명주군 일원 |
- 1963년 1월 1일 현남면이 현 양양군에 편입 (2읍 7면)
- 1965년 4월 옥포동을 옥천동과 포남동으로, 입암동을 두산동으로 분동하였다.
- 1973년 7월 1일 왕산면 남곡리, 구절리가 정선군 북면으로 편입됨[8]
- 1980년 4월 1일 명주군 묵호읍과 삼척군 북평읍을 합쳐 동해시로 승격 (1읍 7면)
- 1983년 2월 15일 구정면 언별리가 강동면으로, 산북리가 성산면으로 편입되었다.[9]
- 1983년 10월 1일 남문동과 성남동을 중앙동으로 합동하고, 교동을 교1동과 교2동으로 분동하였다.
- 1989년 1월 1일 강동면 운산리를 월호평동으로 편입하였다.
- 1995년 1월 1일 강릉시 일원과 명주군 일원을 관할로 도농복합형태의 강릉시가 설치되었다.[10]
- 1995년 3월 2일 포남동을 포남1동과 포남2동으로 분동하였다.
- 1998년 10월 1일 중앙동과 임당동을 중앙동으로, 장현·노암·월호평동을 강남동으로, 입암동과 두산동을 성덕동으로, 유천·죽헌·운정·저동을 경포동으로 합동하였다.